# تيلوريد تانتالوم رباعي
 تيلوريد تانتالوم تلوريد له الصيغة TaTe2 .

## روابط خارجية
- Chemical properties on WebElements
- تانتالوم Telluride Quasicrystals at ETH Microscopy